# George William Hill
George William Hill (New York, 3 maart 1838 - West Nyack, 16 april 1914) was een Amerikaanse astronoom en wiskundige. 
Hill verhuisde op zijn achtste met zijn familie naar het gehuchtje West Nyack (New York). In 1859 studeerde hij af aan de Rutgers University. Hill werkte vanaf 1861 op het United States Naval Observatory in het Amerikaanse Cambridge. Zijn werk richtte zich op het wiskundig beschrijven van het n-lichaam probleem, om daarmee de banen van de maan rond de aarde en die van de planeten rond de zon te berekenen. 
De door hem beschreven Hill bol benadert de uitwerking van de zwaartekracht van een hemellichaam ten aanzien van de verstoringen van een ander zwaarder lichaam waar het omheen draait. 
Hill werd voorzitter van de American Mathematical Society in 1894, wat hij twee jaar bleef. In 1908 werd hij verkozen tot Fellow van de Royal Society of Edinburgh, alsmede aan de academies van onder meer België (1909), Christiania (1910) en Zweden (1913).

## Hill vergelijking
In de wiskunde is de Hill vergelijking of Hill differentiaalvergelijking de tweedegraads gewone differentiaalvergelijking:
{\displaystyle {\frac {d^{2}y}{dx^{2}}}+\left(\theta _{0}+2\sum _{n=1}^{\infty }\theta _{n}\cos(2nx)\right)y=0,}
waar de θ-en constanten zijn.

## Erkenning
- Gold Medal van de Royal Astronomical Society (1887)
- Damoiseau Prize van het Institut de France (1898)
- Copley Medal (1909)
- Bruce Medal (1909)

Vernoemd naar Hill
- Hill krater op de maan
- Planetoïde 1642 Hill
- Het Hill Center for the Mathematical Sciences op de Busch Campus van de Rutgers University.

- CiNii: DA03195380
- Gemeinsame Normdatei: 116807776
- International Standard Name Identifier: 0000 0000 8150 0744
- Library of Congress Control Number: n90656418
- National Archives and Records Administration: 10570769
- Nationale Bibliotheek van Israël: 987007319768205171
- Nationale en Universitaire bibliotheek Zagreb: 000659801
- Nederlandse Thesaurus van Auteursnamen: 123991285
- Réseau des bibliothèques de Suisse occidentale: 02-A021943064
- Istituto Centrale per il Catalogo Unico: TO0V332532
- SNAC: w6d227wj
- Système universitaire de documentation: 079175597
- Virtual International Authority File: 69692044
- WorldCat: E39PBJfmpCrrMD9qgYhBP3Mtrq